# Jurgen Dereere
Jurgen Dereere (1972) is een Belgisch voormalig duatleet.

## Levensloop
Dereere werd viermaal Europees kampioen duatlon: in 1998 in het Poolse Puławy, in 2004 in het Britse Swansea, in 2005 in het Hongaarse Debrecen en in 2008 in het Griekse Serres. Tevens behaalde hij in 2001 zilver op het EK in het Portugese Mafra.
Daarnaast behaalde hij driemaal zilver op het wereldkampioenschap duatlon korte afstand: in 1999 in het Amerikaanse Huntersville, in 2006 in het Canadese Corner Brook en in 2007 in het Hongaarse Győr. Alsook brons op het WK korte afstand in 2009 in het Amerikaanse Concord.
Ook haalde hij in 2002 brons op het wereldkampioenschap duatlon lange afstand in het Oostenrijkse Weyer.
Beroepshalve is Dereere beroepsmilitair.